# سوسن فارسي
السوسن الفارسي (باللاتينية: Iris persica) هو أحد أنواع السوسن من الفصيلة السوسنية.

## الموئل والانتشار
ينتشر في بلاد الشام وتركيا والقوقاز وإيران.